# Johann Heinrich Merck
Johann Heinrich Merck (Darmstadt, 11 aprile 1741 – Darmstadt, 27 giugno 1791) è stato uno scrittore e letterato tedesco.

## Biografia

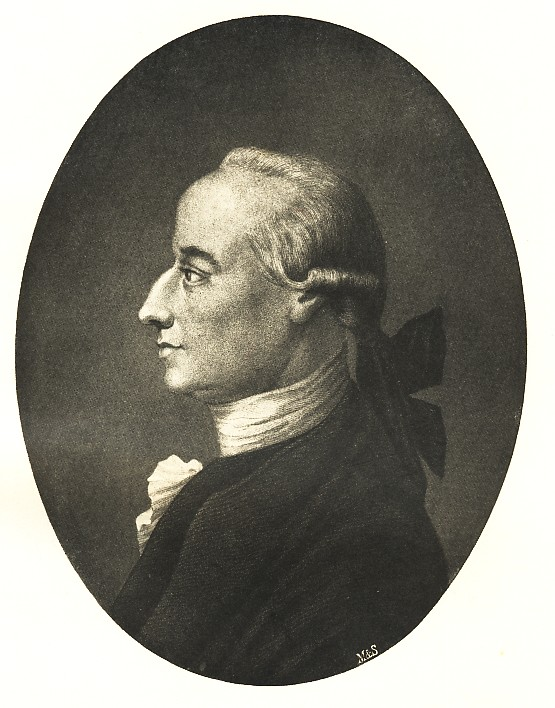
Johann Heinrich Merck

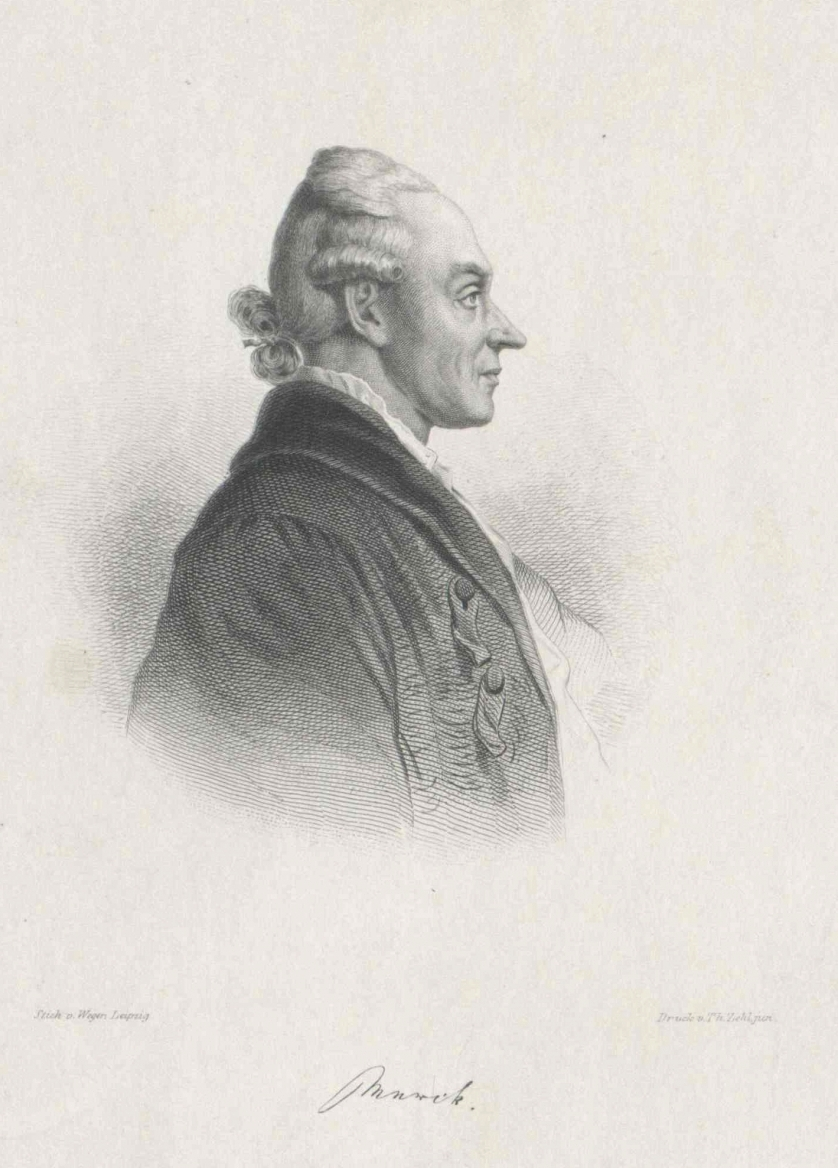
Johann Heinrich Merck

Dopo aver studiato dall'autunno del 1752 pedagogia nella scuola secondaria di Darmstadt, poi teologia per un breve periodo a Gießen, prima di frequentare dal 1762 gli studi all'Accademia delle Arti di Dresda e giurisprudenza a Gießen, Johann Heinrich Merck fu precettore in Svizzera e quindi funzionario nel dipartimento di guerra per la corte di Darmstadt, dove la sua abitazione diventò un salotto culturale frequentato dai più importanti letterati tedeschi del tempo e quindi prese parte attivamente alla vita letteraria contemporanea, promuovendo iniziative culturali di vario genere.
Di formazione illuminista, strinse amicizia con lo scrittore, poeta ed editore Christoph Martin Wieland e con lo scrittore ed editore Christoph Friedrich Nicolai; e quando conobbe il filosofo e letterato Johann Gottfried Herder, il filosofo e teologo Johann Kaspar Lavater e lo scrittore, poeta e drammaturgo Johann Wolfgang von Goethe, aderì allo Sturm und Drang.
Restò completamente affascinato dal giovane Goethe, da pubblicare a sue spese il Götz, anche se in seguito Merck si dimostrò un critico mordace delle opere del grande scrittore tedesco.
Collaborò con Goethe scrivendo molte recensioni alle Frankfurter gelehrte Anzeigen (Notizie culturali francofortesi) e si frequentarono spesso durante il periodo francofortese e alcuni elementi del suo spirito geniale e caustico ispirarono la figura di Mefistofele nel 
Faust.
Collaborò anche alla rivista di Wieland Der teutsche Merkur (Il Mercurio teutonico), scrivendo su numerosi argomenti, anche scientifici.

Fu critico intelligente,distinguendosi nei trattati di letteratura, arte e pittura. Le sue lettere forniscono una fonte inestimabile per la vita letteraria dei tempi. Scrisse anche liriche e prose non dimostrandosi, talvolta, altrettanto brillante: le romanze Pätus e Arria (Pätus und Arria, 1775), i racconti La storia di Mr. Oheim (Die Geschichte des Herrn Oheim, 1778), basato sulle utopie della vita rurale e sui racconti morali con intenzioni didattiche, Lindor, una storia borghese-tedesca (Lindor, eine bürgerlichdeutsche Geschichte, 1782), risultarono i suoi migliori lavori.
Delusioni, problemi di salute e finanziari lo portarono al suicidio il 27 giugno 1791.

## Opere
- Pätus e Arria (Pätus und Arria, 1775);
- La storia di Mr. Oheim (Die Geschichte des Herrn Oheim, 1778);
- Lindor, una storia borghese-tedesca (Lindor, eine bürgerlichdeutsche Geschichte, 1782).